# محافظة عثمانية
ولاية عثمانية هي إحدى ولايات تركيا الإحدى والثمانين، تقع في جنوب تركيا وعاصمتها مدينة عثمانية. تبلغ مساحتها 3,189 كم² ويبلغ عدد سكانها 458,782 نسمة كما يبلغ معدل الكثافة السكانية 143/كم². 

## معرض صور

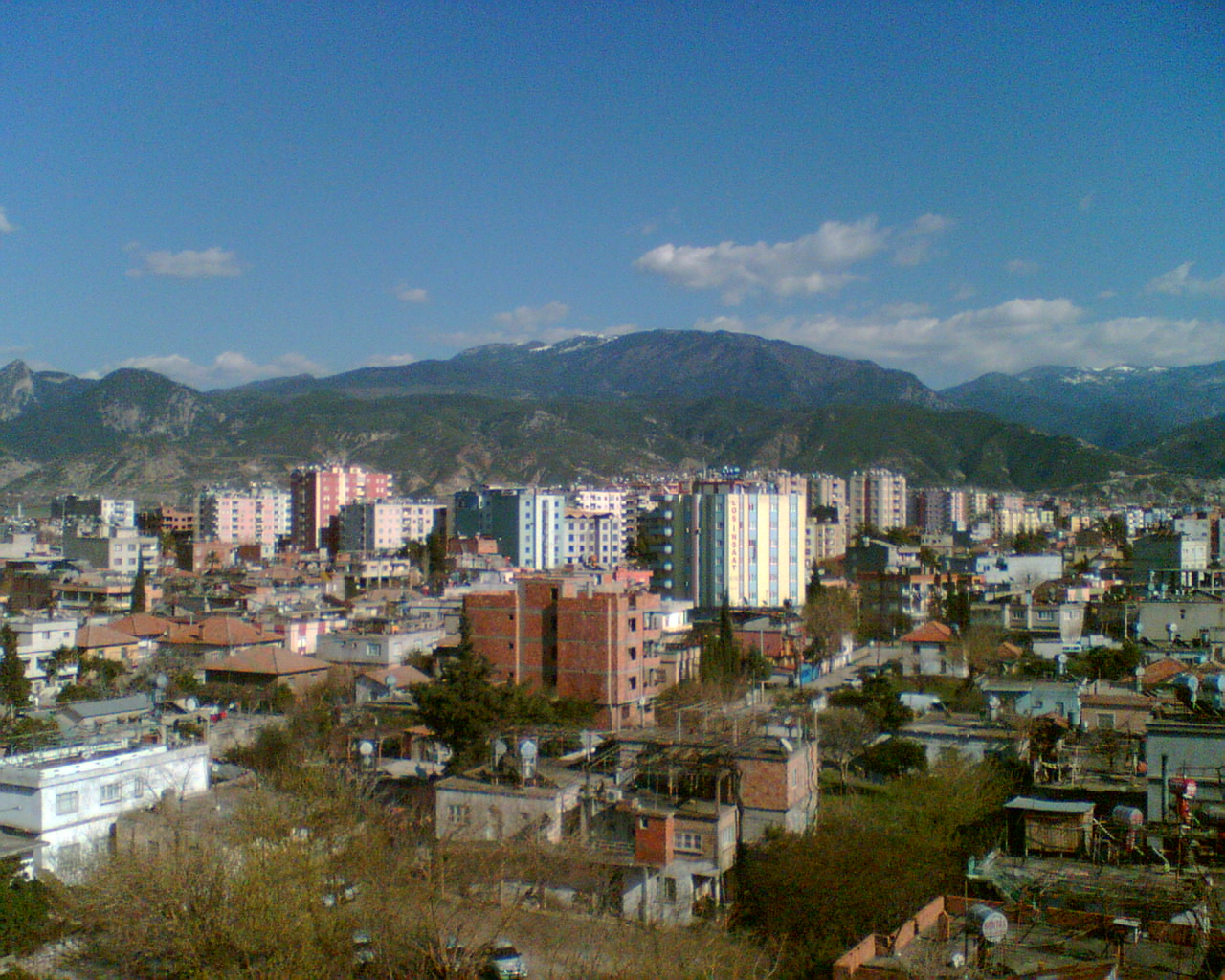
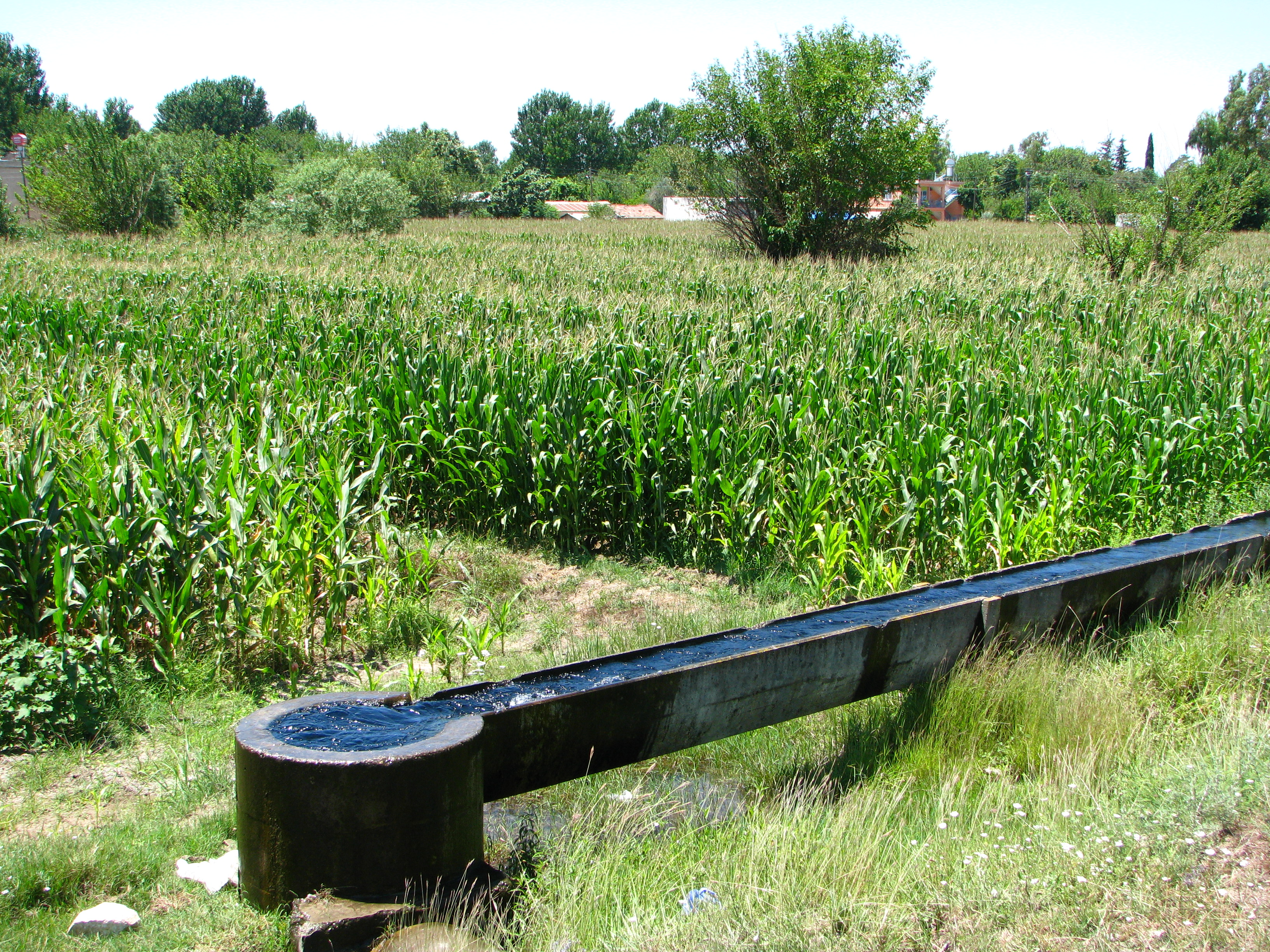
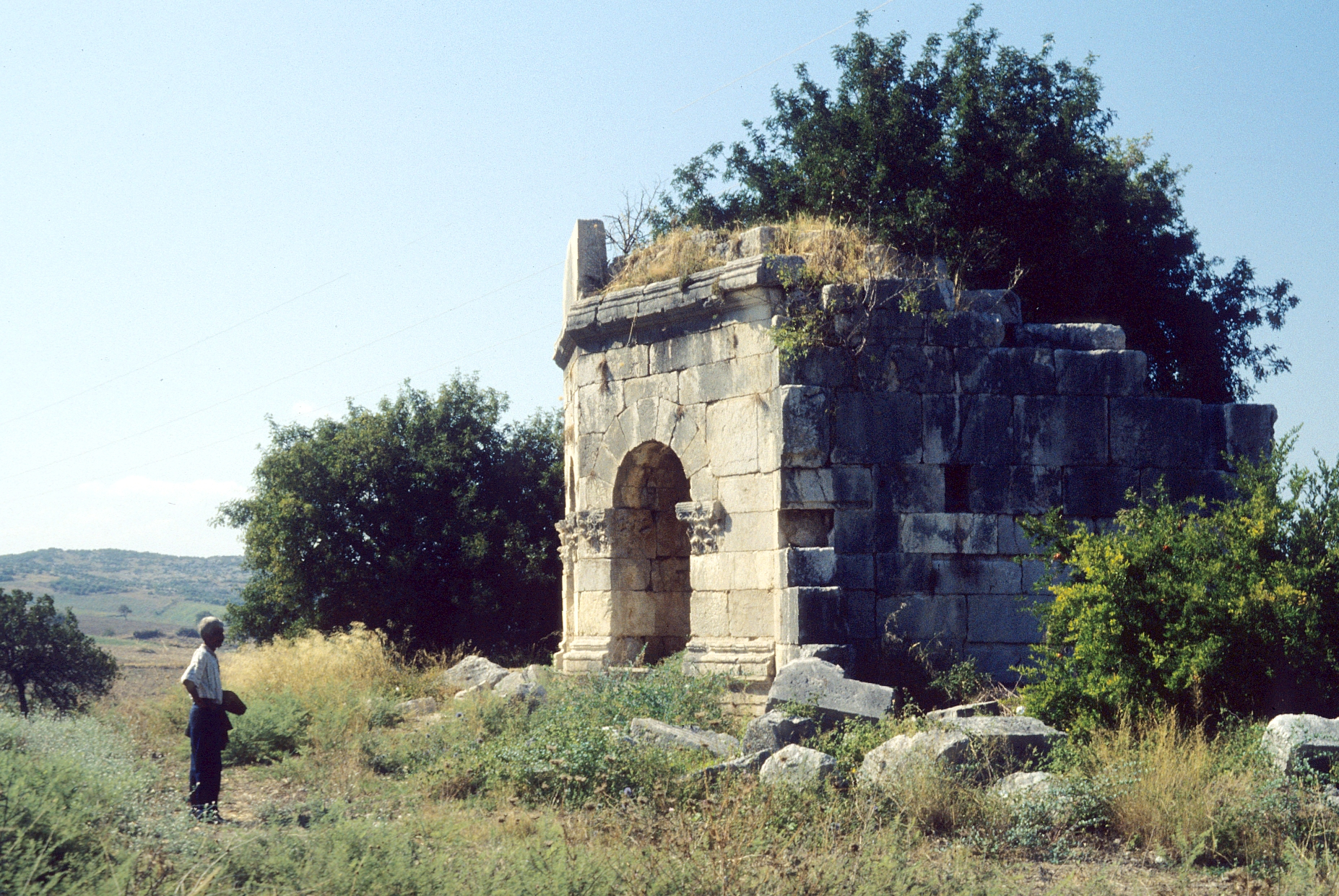